# Île de San Clemente
Pour les articles homonymes, voir San Clemente.
L' Île de San Clemente, (en espagnol Isla de San Clemente  et en galicien Illa de San Clemente ou Illa do Santo do Mar), est une île privée sur la côte sud de la commune  galicienne de Marín, en Espagne.

## Description
Il s'agit d'un îlot de la Ria de Pontevedra de 1,4 ha très proche de la côte, avec laquelle il est relié à marée haute par un tombolo ; le reste de l'île est entouré de récifs. Il est couvert de prairies et on y trouve quelques pins de bonne taille. L'île est un terrain non aménagé sur lequel rien ne peut être construit. Ce sont des terres protégées et il n'y a pas de zone d'accostage pour arriver en bateau, on ne peut mouiller que sur sa côte.
Les ruines de l' ermitage de San Clemente sont conservées, où se déroulait autrefois un pèlerinage populaire. Cet ermitage a été chanté au Moyen Âge par le troubadour galicien Nuno Treez (es) dans le Cantiga de amigo :
« San Clemenço do Mar, se mi d'el non vingar, non dormirei, San Clemenço señor. Se vingada fôr, non dormirei. Se mi d'el non vingar, do fals' e desleal, non dormirei.
Se vingada non fôr do fals'e traedor non dormirei »
« San Clemenco do Mar, si je ne me venge pas de lui, Je ne dormirai pas, San Clemenço, monsieur. Si la vengeance est, Je ne dormirai pas. Si je ne me venge pas de lui, des faux et des déloyaux, Je ne dormirai pas. Si la vengeance n'est pas du faux et du traître, Je ne dormirai pas. »

## Galerie

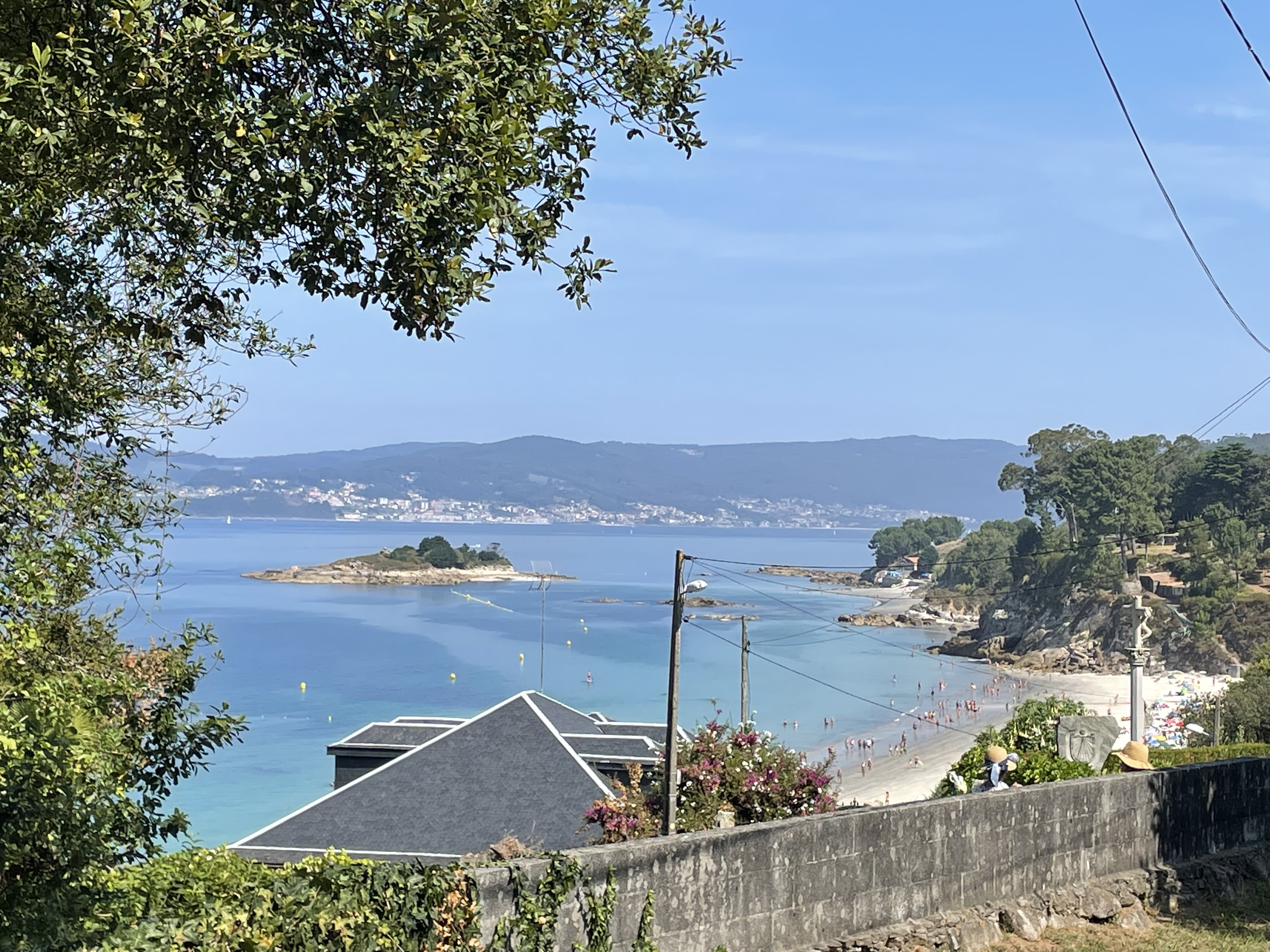
San Clemente vu de Marin
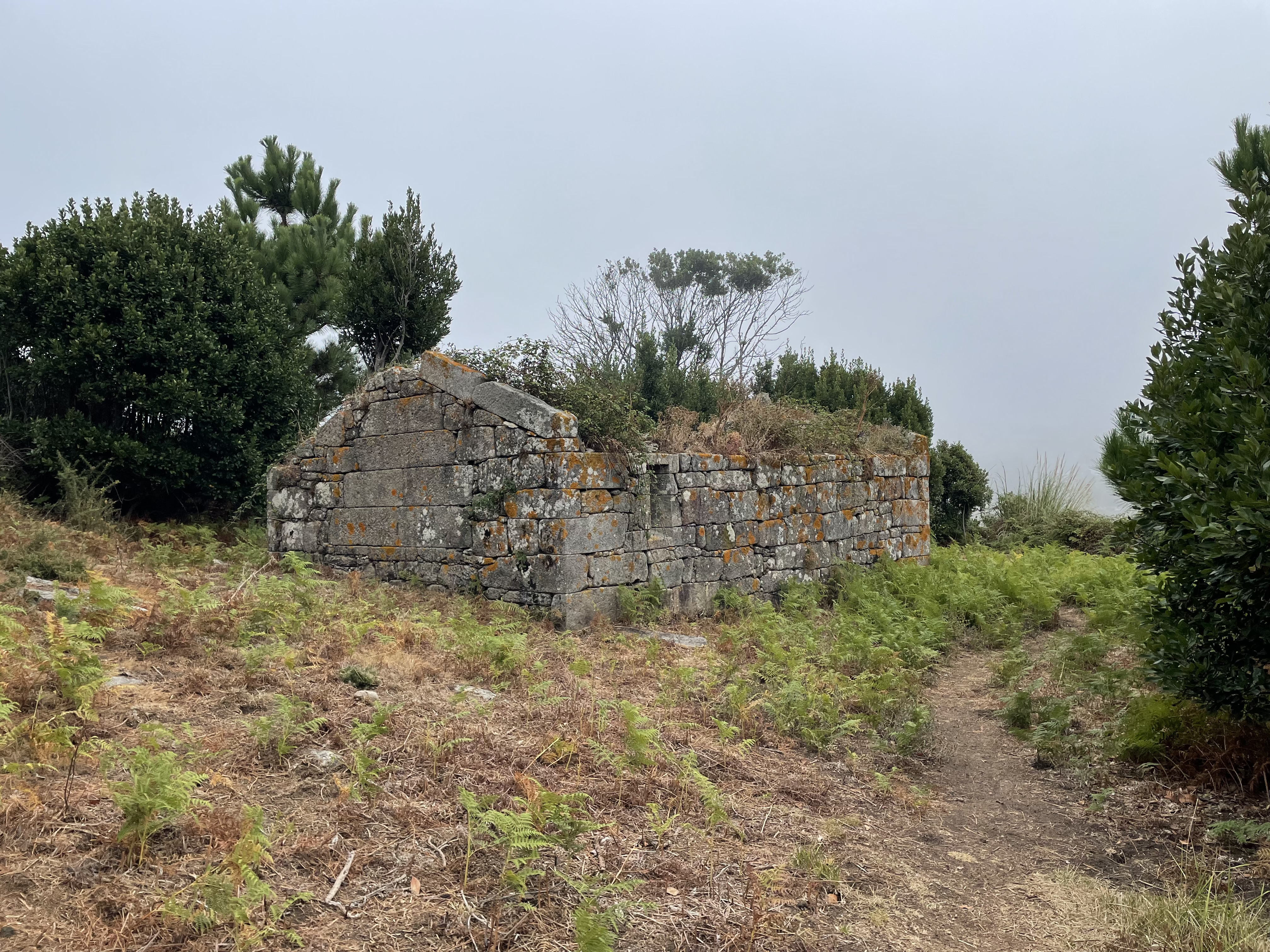
Chapelle de San Clemente